# Pennsylvania Hospital
Il Pennsylvania Hospital è una struttura privata, no profit, situata nel centro di Philadelphia. Questo ospedale fa parte del sistema sanitario dell’università di Pennsylvania. Fu fondato l’11 maggio 1751 da Benjamin Franklin (1706-1790) e dal medico Thomas Bond (1713-1784) e tuttora viene riconosciuto come uno dei primi ospedali pubblici degli Stati Uniti.

## Storia

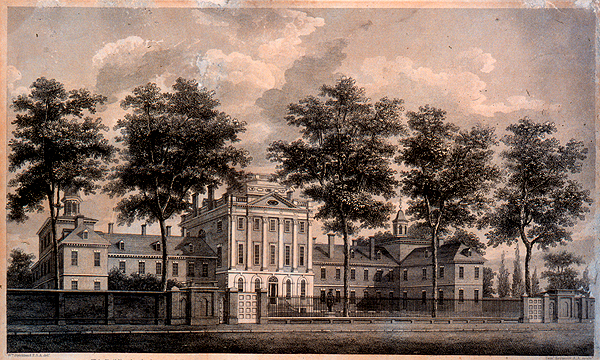
Pennsylvania Hospital

A metà del 1700 Philadelphia era una città in espansione, molto ricca ed importante, tuttavia, iniziarono a comparire una serie di problematiche dovute alla mancanza di un’adeguata assistenza sanitaria. Mentre le persone benestanti venivano curate in casa, le persone appartenenti alle classi sociali più basse soffrivano e morivano senza aver ricevuto alcuna cura.
Solamente nel 1740 qualcuno fece un appello in merito a questa esigenza. L’artefice fu Bond, il quale, trasse ispirazione da ospedali già presenti in Gran Bretagna denominati voluntary hospitals, fondati grazie ai contributi di benefattori. Questo progetto fu finanziato da Franklin, amico di Bond.  Nel gennaio del 1751 fu presentata una petizione all’Assemblea Provinciale di Pennsylvania per chiedere il permesso di costruire un ospedale dedicato alle classi sociali più basse. L’11 maggio dello stesso anno fu progettato il Pennsylvania Hospital. Due mesi dopo, il 1º luglio, venne istituita la prima assemblea formale dei finanziatori, che si svolse nella sala oggi nota come Independence Hall. Il gruppo scelse di raccogliere dodici finanziatori, scelti tra i più illustri uomini di Philadelphia, e un tesoriere. Infine a Bond e Franklin spettò la scelta del sigillo dell’ospedale, il quale si ispirò alla storia del Buon Samaritano, che recitava: «Take Care of Him and I will repay Thee» (ovvero prenditi cura di lui e sarai ripagato).
Il primo staff medico dell’ospedale era composto da Thomas Bond, suo fratello Phineas (1717-1773) e Lloyd Zachary (1701-1756). L’edificio provvisorio era situato in High Street (oggi meglio conosciuta come Market Street) e costò circa quaranta scellini per diciotto mesi. La costruzione procedette sotto i lavori di Samuel Rhoads (1711-1784). Il 6 febbraio 1752, sul Pennsylvania Gazette, fu annunciata l’apertura dell’ospedale. Tra le regole stabilite, fu deciso di non ammettere, in particolare, tre categorie di persone: coloro i quali venivano giudicati incurabili, persone affette da vaiolo e donne con bambini, a meno che questi ultimi non venissero accuditi al di fuori della struttura. L’11 settembre 1754 fu acquistato parte del territorio ancora oggi occupato dall’ospedale situato in Pine Street, nonostante molti obiettarono il fatto che non fosse nel centro della città. Fu così che il 28 maggio 1755 fu scritto il nuovo sigillo dell’ospedale e, un anno dopo, il 17 dicembre 1756, tutti i pazienti furono trasferiti nella nuova e definitiva struttura. Tuttavia, dal momento che i fondi rimanenti erano sufficienti per sostenere gratuitamente soltanto settanta pazienti, Franklin decise di provvedere con la scrittura di un volume intitolato Some Account of Pennsylvania Hospital from its First Beginning to the Fifth Month, called May, 1754, per facilitare le donazioni all’ospedale. Il lavoro del presidente ebbe un effetto positivo perché nell’agosto del 1754 furono registrati numerosi nuovi contributi, che, però, non eliminarono del tutto i problemi fiscali. Nel 1763, grazie all’intervento di William Shippen Jr. (1736-1808), iniziarono le prime lezioni rivolte principalmente agli studenti di medicina, ma anche a tutti coloro interessati a una conoscenza generale del corpo umano; nel 1765 Shippen e John Morgan (1735-1789) fondarono la nuova scuola di medicina nel College di Philadelphia. Lo stesso Bond si occupò dell’insegnamento; le sue lezioni furono considerate rivoluzionarie in quanto consentì le dissezioni post-mortem, garantendo una maggiore esperienza pratica agli studenti. Da questo momento in poi, Bond, oltre che esser noto per le sue lezioni, acquisì un certo successo per aver eseguito la prima litotomia, ovvero la rimozione di un calcolo dalla vescica. Il primo studente ad essere ammesso in ospedale nel 1773 fu Jacob Ehrenzeller Jr., figlio del proprietario di una taverna della città. Egli alternava la sua esperienza clinica in ospedale con gli studi al college; sfortunatamente non ricevette mai una vera e propria laurea in medicina, in quanto le lezioni furono sospese nel 1777, quando gli inglesi occuparono Philadelphia. A partire dal 1869 furono accolte, insieme agli uomini, anche le prime studentesse donne, nonostante a Philadelphia esistesse già un collegio di medicina solo per loro.  Tale processo non fu dei più semplici e veloci, infatti, ci vollero anni affinché gli uomini accettassero a pieno questo nuovo cambiamento, più precisamente fino alla creazione della prima scuola per infermiere basata sul modello precedentemente creato da Florence Nightingale (1820-1896).  Solo nel 1951 venne ammessa in ospedale Nancy George Boucot, la prima specializzanda donna. Dopo il suo tirocinio l’amministratore dell’ospedale Jhon Hatfield scrisse le seguenti parole «nonostante il Pennsylvania Hospital esista da ormai duecento anni, la dottoressa Boucot è la prima donna specializzanda che abbiamo qui. Per nessuna ragione ci pentiamo di averla scelta».
Un'altra caratteristica importante del Pennsylvania Hospital riguardava il trattamento dei pazienti appartenenti alla tipologia dei casi psichiatrici; già a partire dagli inizi, circa quattro pazienti su sei, rientravano in questa categoria. Le condizioni nelle quali venivano curati erano piuttosto precarie: essi venivano ricoverati nel seminterrato, dove la maggior parte delle volte morivano a causa di infezioni o problemi respiratori. Controllare questo tipo di pazienti era piuttosto difficile, in quanto spesso tentavano la fuga, come nel caso di due uomini, i quali provarono a fuggire per ben sette volte. Nonostante le difficoltà nel gestirli, questi pazienti, generavano molta curiosità al punto che persone, anche esterne all’ospedale, si recavano appositamente nella struttura per guardarli, pagando anche una certa quantità di denaro, quasi come fosse una forma di intrattenimento. A partire dal diciannovesimo secolo il trattamento di pazienti affetti da disturbi mentali subì un cambiamento radicale per l’attività di Benjamin Rush (1746-1813), oggi noto come «il Padre della psichiatria americana». Egli credeva che la malattia mentale fosse un problema della mente e non una rappresentazione della possessione di demoni oppure causa di un uso eccessivo del tabacco, quindi iniziò a sostenere che questi pazienti dovessero essere trattati più dignitosamente. Fu così che introdusse la «sedia tranquillante» uno strumento che, attraverso una scatola di legno, aiutava a ridurre i movimenti e controllare l’agitazione e il flusso sanguigno dei pazienti. Grazie al lavoro svolto da Rush la reputazione dell’ospedale migliorò notevolmente e il numero di pazienti di questa categoria superò di gran lunga il numero di pazienti affetti da altre malattie. Con l’incredibile sviluppo di questo reparto, il 26 luglio 1836 fu edificato il Pennsylvania Hospital for the Insane, più tardi conosciuto come The Institute of the Pennsylvania Hospital, situato tra Market Street e Haverford Road. La direzione del centro fu affidata a Thomas Story Kirkbride (1809-1883). Egli adottò il cosiddetto «metodo morale», che consisteva nel trattare i pazienti con gentilezza, ma soprattutto con dignità, eliminando l’utilizzo di misure di restrizione, quando possibile. Egli introdusse anche delle serate di intrattenimento, che, oltre ad avere uno scopo di puro divertimento, avevano anche una funzione terapeutica. Kirkbride si dedicò alla scrittura del Kirkbride’s Plan, un volume basato sull’organizzazione e gestione di un ospedale psichiatrico che, ben presto, fu letto in tutto il paese.

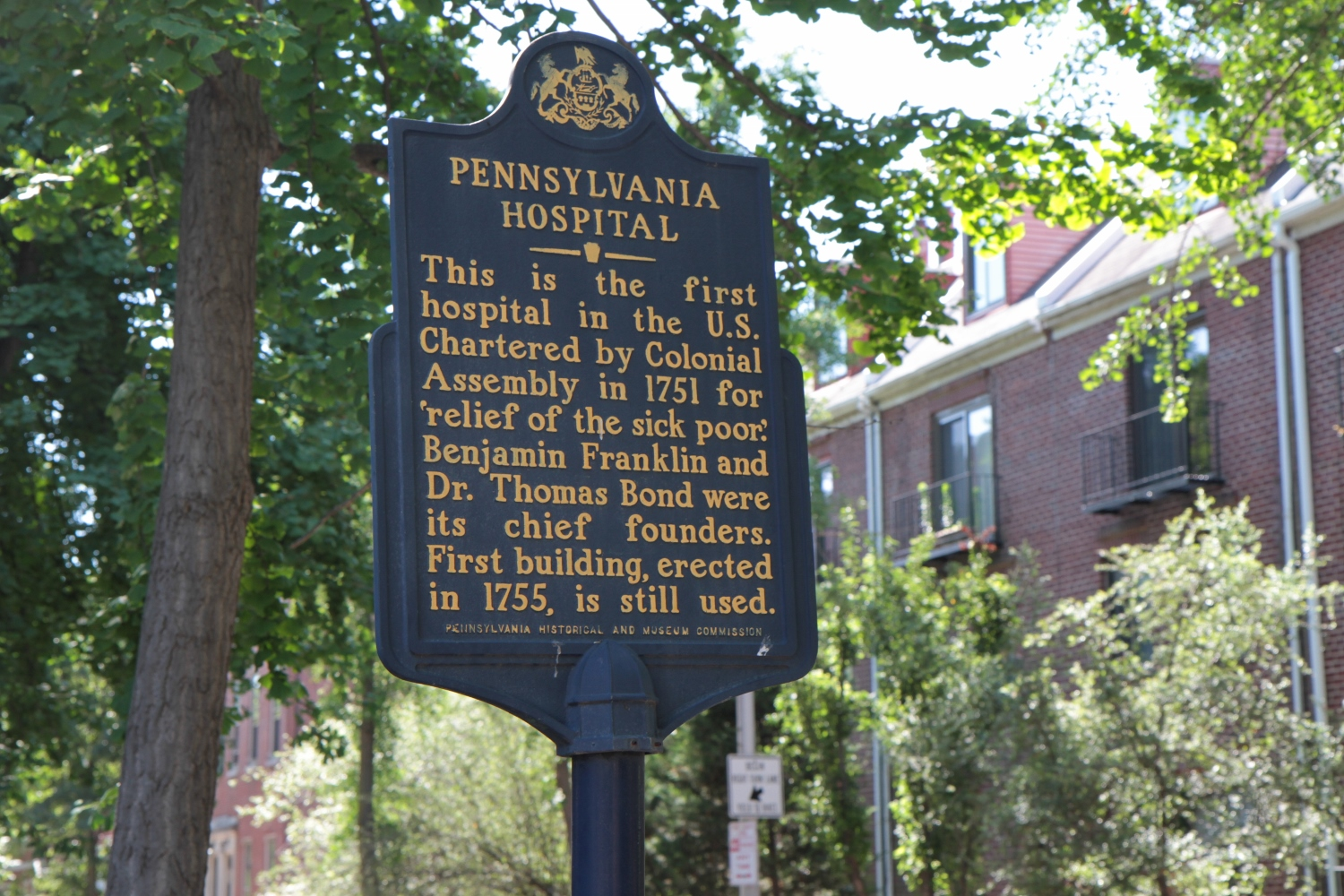
Pennsylvania Hospital

Nel 1949 Robert Cathcart fu assunto come assistente amministrativo ospedaliero. Il suo mandato si protrasse per quarantadue anni; fu promosso ad amministratore nel 1952 e divenne presidente nel 1970, posizione che ricoprì fino al 1991. Quando il mandato di Cathcart iniziò, i pazienti avevano a disposizione quaranta letti e poche stanze private. Diversamente da altri ospedali, che si distaccavano dai modelli con i reparti, il Pennsylvania Hospital possedeva una struttura antiquata. Grazie al suo lavoro, tra gli anni Cinquanta e Sessanta, l’ospedale si modernizzò, iniziando anche ad includere nuove specialità mediche. Fu creata un’unità di cura coronarica, un istituto ortopedico, un centro per il diabete, un ospizio e un’unità specializzata in oncologia e urologia. Anche la chirurgia, conseguenzialmente, conobbe una grande espansione. Vennero così attratti giovani e talentuosi medici che diventarono dei veri e propri esperti nel loro campo. Grazie a queste migliorie i pazienti vennero curati con attenzione maggiore e metodi innovativi; inoltre una nuova compagnia assicurativa, la Blue cross, iniziò ad offrire servizi per l’ospedale rendendo possibile continuare le cure per i pazienti meno abbienti. Furono inoltre acquistati macchinari più moderni.                                                                                                                                                                                                                                                                                                                                                                                                                                                                           L’ospedale fu un epicentro per la cura dei malati durante la guerra d’indipendenza, la guerra civile americana e la guerra ispano-americana. Inoltre molte unità ospedaliere furono inviate all’estero per curare i feriti durante la Prima e la seconda guerra mondiale.
Nel 1997 il consiglio d’amministrazione del Pennsylvania Hospital decise di fondersi con il sistema sanitario dell’Università della Pennsylvania. Nel 2001 l’ospedale celebrò il suo duecentocinquesimo anniversario. Negli ultimi trent’anni alcuni ricercatori contribuirono a molte scoperte tra cui il primo vaccino contro la polmonite, l’introduzione dell’alimentazione per via endovenosa, lo sviluppo della risonanza magnetica per immagini (RMI) e la scoperta del cromosoma Philadelphia, un importantissimo strumento che aiutò le ricerche sul cancro offrendo una nuova connessione fra quest’ultimo e le anomalie genetiche. Nel 2020 il Pennsylvania Hospital è stato inserito nella lista dei migliori ospedali del paese dalla rivista americana U.S. News & World Report, aggiudicandosi il quindicesimo posto.

## Struttura

### Biblioteca storica
Nel 1762 fu donato da John Fothergill (1712-1780) il primo libro per la biblioteca dell’ospedale intitolato An Experimental History of the Materia Medica, scritto da Wm. Lewis, con lo scopo di istruire i giovani studenti di medicina. I primi libri della collezione furono conservati all’interno della meeting room ma, successivamente, furono spostati nell’edificio centrale, dove tutt’oggi sono ancora conservati. Nel 1790 la libreria arrivò ad avere circa trecentosessantasei volumi. Il primo bibliotecario ufficiale fu William Gunn Malin (1801-1887), il quale, nel corso degli anni in cui lavorò al Pennsylvania Hospital, decise di compilare un catalogo contenente tutti i testi della libreria. A partire dal 1840 egli si dedicò principalmente alla nuova struttura psichiatrica dell’ospedale, per cui non fu più un responsabile attivo della libreria. Nel 1847 l’Associazione medica americana la descrisse come la prima più grande e più importante raccolta di volumi sulla medicina negli USA. Oggigiorno la collezione della libreria va ben oltre la categoria medica: essa comprende dipinti, fotografie, i registri delle assunzioni e dei licenziamenti, corrispondenze personali tra medici, numerosi volumi pubblicati tra il 1750 e il 1850 e gli Incunabula, libri scritti prima del 1501.

### Teatro anatomico

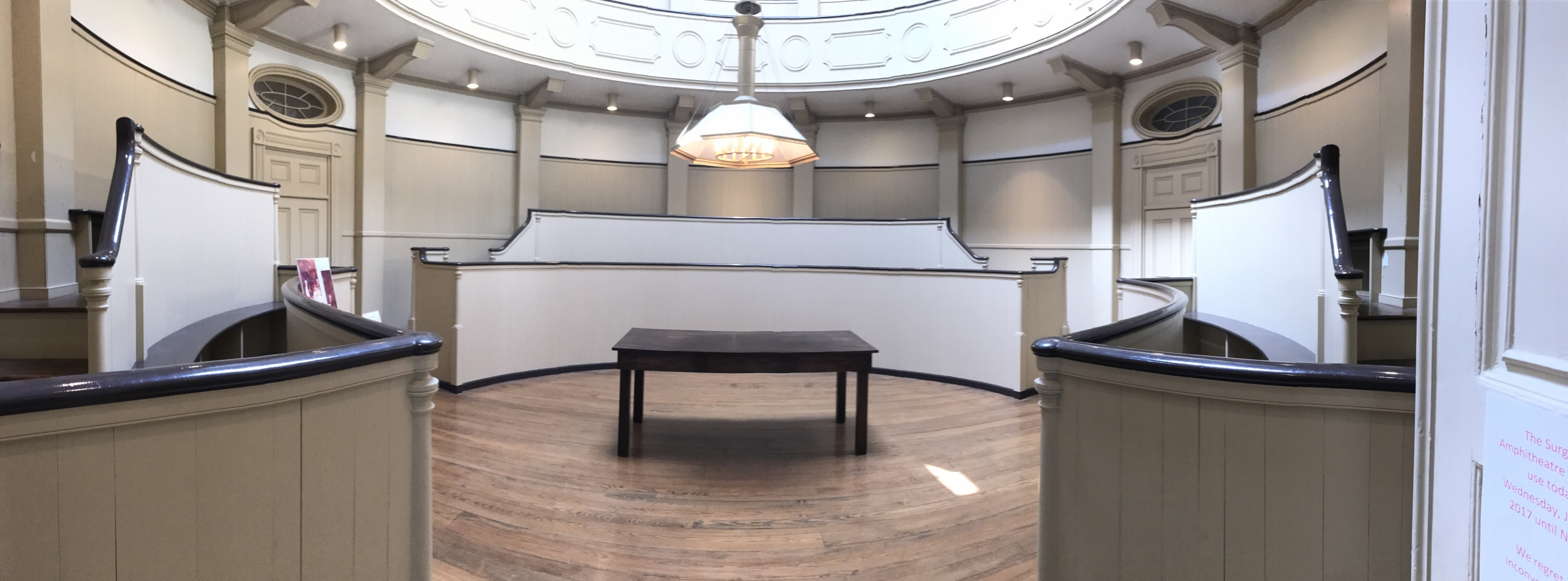
Teatro anatomico, Pennsylvania Hospital

Il più antico teatro anatomico nazionale si trova al piano superiore del Pennsylvania Hospital; è alto trenta piedi e largo ventotto. Questa struttura servì come sala operatoria dal 1804 al 1868 e come luogo di insegnamento. Dato che era illuminato solo dalla luce naturale le operazioni erano programmate dalle 11:00 alle 14:00. Il teatro anatomico conteneva centottanta posti a sedere, fino a un totale di trecento posti per le persone che desideravano assistere alle operazioni. I medici che vi operavano erano considerati abili artigiani e, proprio grazie alla pratica esercitata in questo anfiteatro, la chirurgia divenne una delle prime specialità mediche della nazione. Gli studenti di medicina pagavano per assistere agli interventi e ben presto si iniziarono a diffondere manifesti per la città con i nomi dei chirurghi che avrebbero operato nelle diverse giornate. Successivamente il teatro anatomico divenne un luogo aperto anche alla gente del posto. Le operazioni giornaliere più comuni erano le amputazioni, le rimozioni di tumori esterni ed interni, di calcoli renali e della cataratta, asportazioni di ernie e sistemazioni di fratture ossee. Prima dell’intervento chirurgico i pazienti venivano trasportati per le rampe delle scale grazie all’ausilio di sedie o barelle.
L’anestesia non fu usata fino agli anni Quaranta del 1800. I chirurghi del Pennsylvania Hospital l’accettarono gradualmente ed iniziarono ad includerla nelle operazioni non prima del 1846. Anche allora l’anestesia veniva somministrata solo alle donne perché si credeva che fossero meno resistenti al dolore. Prima di questa invenzione ai pazienti veniva somministrato alcool, oppio, oppure, con l’ausilio di un mazzuolo, veniva dato loro un colpo sulla testa in modo da provocare uno stato di incoscienza. Anche per questi motivi la sala venne soprannominata per decenni come «la spaventosa sala circolare» («the dreaded circular room»).                                                                                                                                                                                                                La tecnica sterile non fu adoperata fino al 1890. Prima d’allora, i chirurghi erano soliti lavarsi le mani in fase preoperatoria; inoltre indossavano cappotti per proteggere i loro vestiti, anche se le norme igieniche non erano totalmente rispettate. Questi indumenti, infatti, venivano appesi in maniera disordinata ai muri dell’anfiteatro e potevano non essere lavati per anni.
Proprio a causa di questa struttura il Pennsylvania Hospital iniziò ad essere denominato «l’Atene dell’America» perché attraeva molti studenti da tutto il paese. La struttura cessò di essere utilizzata solo nel 1868 quando ne venne costruita una più grande in un'altra ala dell’ospedale. Proprio in questo luogo divenne celebre per i suoi interventi chirurgici Philiph Syng Physick (1768-1837), considerato il padre della chirurgia americana.

### Giardino dell'ospedale

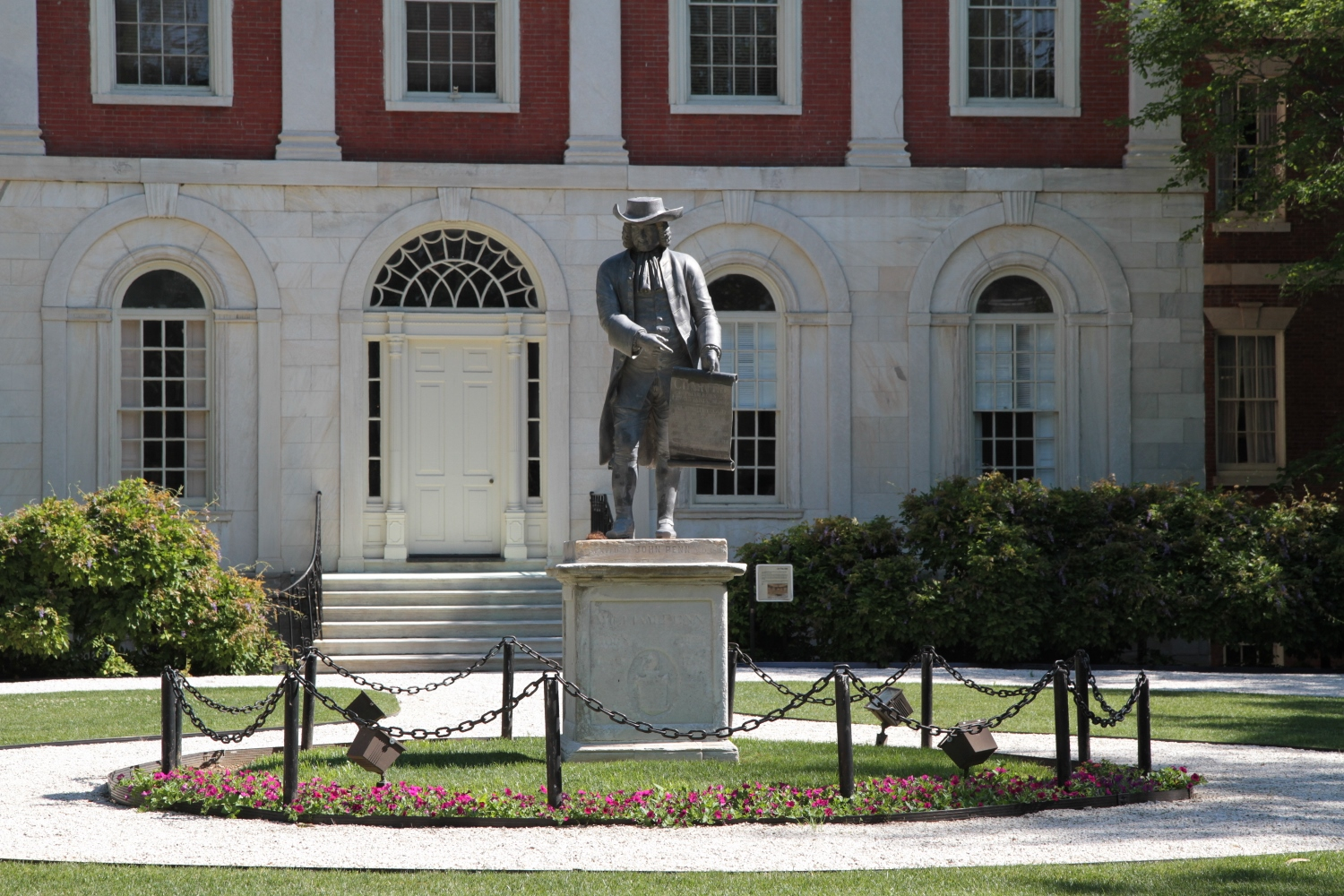
Pennsylvania Hospital's Statue.

Il giardino dell’ospedale era circondato da un fossato che recintava la struttura e impediva ai pazienti affetti da disturbi mentali di allontanarsi; la domenica la gente del posto vi si radunava per osservarli. Per questo motivo i direttori decisero di costruire un’ulteriore recinzione davanti alle finestre delle celle. Questo tentativo risultò inefficace, così, fu affisso un cartello che vietava a chiunque di radunarsi per guardare i pazienti, pena una multa di quattro pence; i soldi raccolti sarebbero stati utilizzati per migliorare le cure e i servizi dell’ospedale.
Il Pennsylvania Hospital vanta un giardino molto rigoglioso. Al centro del prato, di fronte al Pine Garden, si trova la statua di William Penn (1644-1718).  John Penn (1700-1746), il nipote di Willam, la trovò in un antico negozio a Londra e la presentò all’ospedale nel 1804. Nel 1751 i direttori avevano deciso di acquistare metà dell’isolato che delimitava Spruce e Pine Street, tra l’ottava e la nona strada. Diversi anni dopo, la famiglia Penn, donò l’altra metà del terreno. Una vecchia leggenda narra che una volta l’anno, quando l’orologio segna mezzanotte, il fantasma di William Penn si aggiri per i giardini del Philadelphia Hospital.                                                                                                                                                                                                                                                                                                                                                                                                                                                                                             Il comitato direttivo ideò la costruzione di un giardino botanico nel 1774 così da procurare ai medici gli ingredienti per i farmaci. Il progetto, però, fu ritardato di due secoli per circostanze finanziarie. Nel 1976, durante il bicentenario del Philadelphia Committee of the Garden Club of America and the Friends of Pennsylvania Hospital, venne seminato il giardino nel quale erano contenuti diversi tipi di piante utilizzate per creare farmaci che stimolassero il cuore, curassero il mal di denti, l’indigestione e ripulissero le ferite.

## Primati

### Primati nell'ambito della maternità
Il Pennsylvania Hospital riscontra diversi primati nell’ambito della ginecologia e dell’ostetricia. Inizialmente non esisteva un reparto adibito alle nascite poiché le donne erano solite dare alla luce i propri figli in casa. Fu poi solo dopo la metà del secolo che venne creato definitivamente il reparto di maternità, più precisamente nell'aprile del 1793. La febbre puerperale, anche nota come febbre dei bambini, fece chiudere questo reparto per la prima volta nel 1830. Successivamente fu riaperto l'autunno dopo, in seguito a un'attenta pulizia. Nel 1987 l’ospedale raggiunse due primati nell’ambito dell’ostetricia: venne aperta la prima sala parto e fu reso possibile intraprendere un percorso di maternità surrogata e di donazione di ovuli. Nel 1995 l’ospedale fu il primo nella regione a raggiungere mille nascite tramite la fecondazione in vitro. Nell’anno successivo, l'ospedale aprì il primo reparto per assistere le gravidanze ad alto rischio utilizzando procedure come l’amniocentesi e la chirurgia del feto. Secondo dei dati provenienti da un database comparativo, il Pennsylvania Hospital fu uno dei migliori centri nel paese per i bambini nati in maniera prematura.

### Primati nell'ambito infermieristico
La prima infermiera fu Elizabeth Gardner, che prestò servizio all’ospedale dal 6 novembre 1751 al 14 maggio 1760. In quel periodo, però, ancora non esisteva la figura dell’infermiere che intendiamo oggi e negli archivi ospedalieri si trovano pochi riferimenti a quelli che erano i metodi utilizzati all'inizio della nascita di tale mansione. Solo nel 1875 i dirigenti considerarono l’idea di poter creare una scuola per infermieri. Gli studenti dovevano avere ventun' anni e al termine del corso ricevevano un certificato solo se dimostravano di avere acquisito tutte le capacità. Quattro anni dopo il Pennsylvania Hospital fece un accordo con il Women Hospital of Philadelphia fino al 1882. Una scuola per infermieri indipendente nacque nel 1883. Uno dei membri più importanti della scuola fu Miss Lucy Walker (1860-1942), considerata una delle prime leader nello sviluppo dell’infermieristica in America poiché riorganizzò la scuola, diede vita alla Nurses Alumnae Association e fu una delle fondatrici del Philadelphia County Nurses Association. Nel 1914 Owen Coop istituì la scuola di infermieristica per uomini al Pennsylvania Hospital.